# Burkina Faso en los Juegos Olímpicos de París 2024
Burkina Faso estuvo representada en los Juegos Olímpicos de París 2024 por ocho deportistas, cinco hombres y tres mujeres, que compitieron en cinco deportes.
Los portadores de la bandera en la ceremonia de apertura fueron los atletas Hugues Fabrice Zango y Marthe Koala. El equipo olímpico burkinés no obtuvo ninguna medalla en estos Juegos.